# Friedrich Vetters
Friedrich Vetters (* 6. August 1861 in Zschieren; † 9. März 1932 in Gießen) war ein hessischer Politiker (SPD Hessen) und ehemaliger Abgeordneter des Landtags des Volksstaates Hessen in der Weimarer Republik.

## Leben
Friedrich Vetters war der Sohn des Handarbeiters Friedrich Samuel Vetters und dessen Frau Wilhelmine Ernestine geborene Vötgentreft. Friedrich Vetters, der evangelischer Konfession war, heiratete Elise geborene Walter. Er arbeitete nach dem Besuch der Volksschule als Tischler. Seit 1888 war er gewerkschaftlich tätig und nahm am Braunschweiger Schreinerkongreß 1888 teil. Er gehörte zu den Reformisten unter den Frankfurter Gewerkschaftsführern. Ab 1889 war er Vorstandsmitglied im Tischler-Fachverein in Frankfurt am Main und ab 1900 in Gießen. 1889 war er Mitbegründer des Ausschusses für Volksvorlesungen. Seit Beginn der 1890er-Jahre wirkte er als Vorsitzender der Agitationskommission des Tischler- bzw. Holzarbeiterverbands für Hessen und Hessen-Nassau.
1899 bis 1900 war er Angestellter der OKK in Frankfurt am Main. April 1900 bis August 1906 war er Redakteur der Mitteldeutschen Sonntagszeitung in Gießen und September 1906 bis 1927 Redakteur der Oberhessischen Volkszeitung in Gießen. 1927 ging er in den Ruhestand.

## Politik
Friedrich Vetters war 1890–1891, 1894–1895 und 1896–1897 Vorstandsmitglied der SPD in Frankfurt am Main. 1914 war er Vorstandsmitglied der SPD in Gießen, wo er seit 1910 Stadtverordneter war. 1919 bis 1921 gehörte er dem hessischen Landtag an.
Bei den Reichstagswahlen 1893, 1898 und 1903 kandidierte er im Reichstagswahlkreis Wiesbaden 3 (St. Goarshausen – Unterwesterwald – Unterlahnkreis – Westerburg). 1907 kandidierte er im Wahlkreis Wiesbaden 3 (St. Goarshausen – Unterwesterwald – Unterlahnkreis – Westerburg), 1912 im Wahlkreis Hessen 3 (Alsfeld – Lauterbach – Schotten) und 1920 im Wahlkreis 22 (Hessen-Darmstadt). Alle Reichstagskandidaturen blieben erfolglos.
Während der Novemberrevolution gehörte Friedrich Vetters dem Arbeiterrat an und war am 13. November 1918 auf dem Brandplatz in Gießen Hauptredner.

## Sonstige Ämter
1892 bis 1898 war er Beisitzer beim Gewerbegericht. Seit 1901 war er Mitglied, 1908 bis 1932 Vorsitzender des Aufsichtsrats des Konsumvereins Gießen.